# Teoría del Heartland
La teoría del Heartland, también llamada "teoría de la región cardial", "teoría del corazón continental" o "área pivote", fue desarrollada por el geógrafo y político inglés Halford John Mackinder (1861-1947) y posteriormente por James Fairgrieve, y la cual postula que el dominio de un área concreta del mundo permitiría dominar a este.

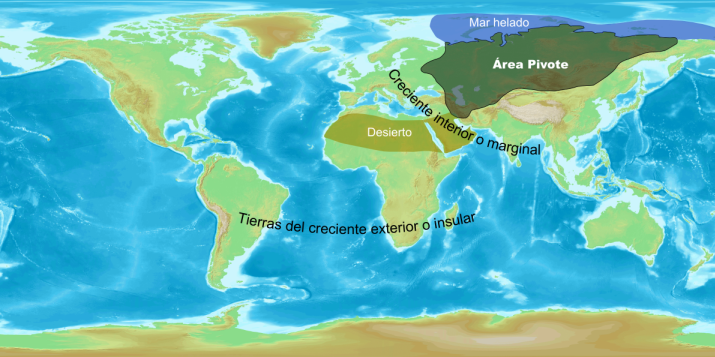
Localización del área pivote según Mackinder.

Esa área pivote o región cardial es representada por Asia Central y Europa Oriental, y está rodeada de una franja intermedia donde se encuentran los ámbitos terrestre y marítimo. La teoría establece que en esa zona el poder terrestre tendría una mayor ventaja frente al dominio marítimo por su inaccesibilidad por mar, el aprovechamiento de los rápidos medios de comunicación terrestres y por la explotación de los recursos del área. Se afirma que la nación que lograra conquistarla se transformaría en una potencia mundial.
En más detalle y según Mackinder, la superficie de la Tierra se puede dividir en:
- La Isla-Mundial, que comprende los continentes de Europa, Asia, y África, siendo el más grande, más poblado, y más rico de la tierra, de todas las combinaciones posibles.
- Creciente interior o marginal, en el que se incluyen las islas británicas y las islas de Japón.
- Tierras del creciente exterior o insular, donde forman parte los continentes de América y Oceanía.

El Heartland o Área pivote se encuentra en el centro de la Isla-Mundial, se extiende desde el río Volga hasta el Yangtze y desde el Himalaya hasta el océano Ártico. El Heartland de Mackinder fue la zona gobernada por el Imperio ruso y después por la Unión Soviética.
En 1919 Mackinder resumió esta teoría con esta frase:
"Quien gobierne en Europa del Este dominará el Heartland;
quien gobierne el Heartland dominará la Isla-Mundial;
quien gobierne la Isla-Mundial controlará el mundo."
Cualquier poder que controlase la Isla-Mundial controlaría más del 50 % de los recursos del mundo. El tamaño del Heartland y su posición central, le convierte en la clave para controlar la Isla-Mundial, según pensaba Mackinder.
Esta teoría se desarrolló al amparo de la fascinación que tenía Mackinder por el crecimiento del poder ruso.